# 小行星9094
小行星9094（9094 Butsuen）是一颗绕太阳运转的小行星，为主小行星带小行星。该小行星于1995年11月16日发现。

## 轨道参数
小行星9094的轨道半长轴为2.8653388 UA，离心率为0.053。